# Francesc Almarche i Vázquez
Francesc Almarche i Vázquez (València, 29 de desembre de 1875 - València, 28 de maig de 1927) va ser un historiador valencià.

## Biografia
Va nàixer al si d'una família d'humils artesans. Brillant als estudis i amb l'ajut de beques va aconseguir arribar a cursar Filosofia i Lletres a la Universitat de València, llicenciant-se amb la qualificació d'excel·lent. Posteriorment es va traslladar a Madrid, on es va doctorar. Va ser professor de llatí i història en diversos instituts i col·legis de València.
A la seua ciutat natal va entrar en contacte amb l'historiador Roc Chabàs, de qui sempre es considerà deixeble. El Marquès del Túria el va nomenar Secretari General de l'Exposició Regional i Nacional de València.
Després d'unes primeres publicacions va presentar al primer Congrés d'Història de la Corona d'Aragó l'estudi Ramon Muntaner, cronista dels reis d'Aragó (1910). L'any 1911 va accedir per oposició al cos d'arxivers, bibliotecaris i arqueòlegs, i va ser destinat a Terol. Va passar després a Castelló de la Plana, on es va fer càrrec de la Biblioteca Provincial, i on amb l'ajut de Ramon Huguet i Joan Baptista Carbó va crear el Museu Provincial. També va ser un assidu col·laborador de la Societat Castellonenca de Cultura, publicant diversos treballs al seu Butlletí. Posteriorment ocuparia plaça a l'Arxiu del Regne de València i a l'arxiu de la Delegació d'Hisenda, ambdós a la ciutat de València.
Des de 1919 fins a la seua mort va ocupar la presidència de Lo Rat Penat, des d'on va impulsar la celebració de la festa de les Creus de Maig a la ciutat de València.

## Obres
Llista no exhaustiva
- 1910 – Ramon Muntaner, cronista dels reis d'Aragó
- 1918 – La antigua civilización ibérica en el Reino de Valencia
- 1918 – Goigs valencians. Segles XV al XIX
- 1919[1] – Historiografia valenciana: estudio de dietarios, libros de memorias, Relaciones, etc. publicat als Annals de l'Institut de València